# Aéroport international de Des Moines
L'aéroport international de Des Moines (en anglais : Des Moines International Airport), plus simplement l'aéroport de Des Moines (code IATA : DSM • code OACI : KDSM), est un aéroport américain à usage civil et militaire situé à Des Moines, capitale de l'Iowa.
Propriété de la ville de Des Moines et géré par la Des Moines Airport Authority, établie en 2011, il traite plus de 2,92 millions de passagers en 2019, selon les bases de données de la Federal Aviation Administration (FAA). Il abrite également la 132nd Wing de l'Air National Guard de l'État depuis sa création en 1943. La base aérienne (Des Moines Air National Guard Base) se trouve au nord-ouest de la zone commerciale.

## Histoire

### Premières années (1933-1950)

Carte de l'aéroport.

Dans les années 1920, la région de Des Moines compte plusieurs petits aérodromes pour l'aviation générale et la poste aérienne. En 1929, l'Assemblée générale de l'Iowa adopte une loi autorisant les villes à vendre des obligations et à prélever des impôts pour construire des aéroports municipaux.
Plus de 80 sites sont envisagés pour l'aéroport de Des Moines jusqu'à ce qu'il soit décidé de construire sur 160 acres (0,65 km2) de terres agricoles au sud de la ville. La construction de l'aéroport commence en 1932 et s'achève en 1933. Le premier terminal pour passagers est construit peu de temps après l'inauguration de l'aéroport. Il est remplacé par un nouveau terminal en 1950, agrandi et rénové plusieurs fois par la suite.

### Croissance commerciale (depuis 1950)
Les halls actuels sont construits en 1970, parallèlement à une rénovation du terminal. L'aéroport lui-même s'agrandit à plusieurs reprises et couvre désormais 2 625 acres (10,6 km2).
L'aéroport est à l'origine dirigé par le service des parcs de la ville de Des Moines (Parks Department). Un département de l'aviation distinct est créé par la ville dans les années 1960, suivi d'un conseil consultatif sur la politique de l'aviation en 1982. L'aéroport est rebaptisé aéroport international de Des Moines en 1986 en raison de la présence d'un bureau des douanes et de l'immigration à l'aéroport, bien qu'aucun vol commercial international ne prenne actuellement place de façon régulière.
En 2011, la ville transfère le contrôle du site à l'administration aéroportuaire de Des Moines (Des Moines Airport Authority). La ville conserve la propriété du terrain mais cède le titre de tous les biens et équipements à l'autorité publique . En retour, l'autorité accepte un bail de 99 ans sur le terrain. En 2020, la compagnie Allegiant Air doit inaugurer une base opérationnelle à l'aéroport, événement reporté en raison de la pandémie de Covid-19 aux États-Unis, causant une chute de 95 % du trafic aéroportuaire à Des Moines.
Pour des raisons techniques, il est temporairement impossible d'afficher le graphique qui aurait dû être présenté ici.

Voir la requête brute et les sources sur Wikidata.

## Compagnies et destinations
En date de 2019, la compagnie American Airlines totalise 32 % des passagers à l'aéroport, suivie par Delta Air Lines (23 %), United Airlines (20 %), Allegiant Air (9 %), Southwest Airlines (9 %) et Frontier Airlines (6 %). En date de mai 2020, l'aéroport international de Des Moines est desservi par les compagnies aériennes suivantes :
| Compagnies         | Destinations | Refs   |
| ------------------ | --- | ------ |
| Allegiant Air      | Las Vegas-Harry-Reid, Orlando-Sanford, Phoenix-Mesa-Gateway, Punta Gorda (Floride), St. Petersburg-Clearwater En saison : Austin-Bergstrom, Chicago-Midway, Fort Walton-Nord Floride, Fort Lauderdale-Hollywood, Houston-W. P. Hobby, Los Angeles, Nashville, Palm Springs, Portland, San Diego, Sarasota-Bradenton | [ 9 ]  |
| American Airlines  | Dallas-Fort Worth, Phoenix-Sky Harbor En saison : Charlotte-Douglas | [ 10 ] |
| American Eagle     | Charlotte-Douglas, Chicago-O'Hare, Dallas-Fort Worth, Philadelphie, Washington-Reagan En saison : Miami | [ 10 ] |
| Delta Air Lines    | Atlanta H.-Jackson, Minneapolis-Saint-Paul |        |
| Delta Connection   | Détroit, Minneapolis-Saint-Paul, Salt Lake City | [ 12 ] |
| Frontier Airlines  | Denver, Las Vegas-Harry-Reid En saison : Orlando | ,      |
| Southwest Airlines | Denver, Las Vegas-Harry-Reid, Lambert-Saint Louis En saison : Phoenix-Sky Harbor | [ 16 ] |
| United Airlines    | Chicago-O'Hare, Denver En saison : Houston-George Bush | [ 17 ] |
| United Express     | Chicago-O'Hare, Denver, Houston-George Bush | [ 17 ] |

Édité le 28/12/2021